# Barbie és húgai: A kutyusos kaland
A Barbie és húgai: A kutyusos kaland (eredeti cím: Barbie & Her Sisters in the Great Puppy Adventure) egész estés amerikai 3D-s számítógépes animációs film, amelyet Andrew Taw rendezett. A forgatókönyvet Amy Wolfram írta, a producer Gabrielle Miles.
Magyarországon 2015. november 27-én adták ki DVD-n, és a Minimax-on vetítették le december 6-án.

## Szereplők
| Szereplő | Eredeti hang | Magyar hang | Leírás |
| -------- | ------------ | ----------- | ------ |
| Barbie   |              |             |        |
| Stacie   |              |             |        |
| Chelsea  |              |             |        |
| Skipper  |              |             |        |
| Christi  |              |             |        |
| Taffy    |              |             |        |